# RBライプツィヒ
RBライプツィヒ（RB Leipzig、正式名称: RasenBallsport Leipzig e.V.）は、ドイツ・ザクセン州・ライプツィヒに本拠地を置くサッカークラブ。
前身はSSVマルクランシュテットで、レッドブルがサッカーライセンスを購入して以降は大きく成績を好転させている。2009-10シーズンにRBライプツィヒと改称した。当時は5部リーグに在籍しており、10年以内に1部リーグであるブンデスリーガに到達することを目標としており、RBライプツィヒは7シーズンで4回の昇格を果たし、2016-17シーズンからのブンデスリーガに昇格し目標を達成した。
2017-18シーズンは、欧州カップ戦であるUEFAチャンピオンズリーグへの出場を果たし、2019-20シーズンはベスト4の成績を収めた。
2021-22・2022-23のDFBポカールではクラブ創設初の主要タイトル獲得&連覇を成し遂げた。

## 概要
2009年に当時5部のSSVマルクランシュタットのライセンスを飲料メーカーのレッドブル (企業)が買収した上で新たに発足したクラブ。
ライプツィヒには1998年以降プロサッカークラブが存在していなかったがドイツサッカー選手権初代王者1.FCロコモティフェ・ライプツィヒやかつての東ドイツの強豪クラブBSGヒェミー・ライプツィヒなどが存在していたサッカーの歴史ある地域だった。当初はそのヒェミーの後継クラブ、FCザクセン・ライプツィヒの買収を画策していたが、サポーターの強硬な反対もあり実現しなかった。そこで地元の村の小クラブ、マルクランシュタット買収を試みた。反対運動はあったがザクセン買収時ほどの広がりを見せることはなく、地元新聞社の調査でも約7割のサポーターが買収に好意的であった。
当時レッドブルはザルツブルク、ニューヨーク及びカンピーナスにおいてもサッカークラブを運営しており、レッドブルのサポートするサッカークラブとしては4チーム目に当たる。
ドイツにおいてプロサッカークラブを運営する上で、
- 現在は企業名をチーム名に入れてはならない（バイエル・レバークーゼンは当時のレギュレーションではOKだった）。
- 20年以上クラブを保有していないクラブオーナーは、最高でも49％までしかクラブのオーナーシップを保有できず、最低でも7名（7社）がオーナーシップを共同保有しなければならない。(50+1ルール）

といった規則が存在する。
これらの事情から、レッドブルが運営する他のクラブと異なりRed Bullの名前はクラブの正式名称に入っていない。名称については、Red Bullと頭文字が同じとなる造語のRasenBallsport(直訳すれば「芝生球技」)をクラブ名とすることにより、普段使用される略称「RBライプツィヒ」においてはレッドブルの略称「RB」を事実上クラブ名に示しつつ、規則抵触を回避している。また、レッドブルはクラブのオーナーではなく保有権を一部持つスポンサーの形を取っている。
レッドブルは10年以内に1部にあたるブンデスリーガへの参戦を目指し、8年で達成した。
ブンデス参入1年目でいきなり2位に入り、その後のシーズンも常に上位争いするなど、ドイツにおける強豪の一角となっている。

## 歴史
2009-10シーズン
2009-10シーズンには5部にあたるNOFVオーバーリーガで優勝しレギオナルリーガに昇格。
2012-13シーズン
2012年に、ラルフ・ラングニックがスポーツディレクターに就任すると2012-13シーズンは4部にあたるレギオナルリーガで優勝。
2013-14シーズン
2013-14シーズンもブンデスリーガ3部で2位に入り2年連続で昇格を果たした。
2015-16シーズン
2015-16シーズンにはブンデスリーガ2部で2位となり、悲願だったブンデスリーガ1部昇格を果たした。
2016-17シーズン
ブンデスリーガ1年目。リーグ戦の前半戦は1年目ながらバイエルン・ミュンヘンに続いて2位に入り、昇格1年目のクラブながら飛躍をとげている。2017年4月15日、第29節のSCフライブルクに勝利し、昇格1年目でUEFAチャンピオンズリーグの出場権を獲得した。
2017-18シーズン
レッドブル・ザルツブルクとライプツィヒの親会社が同じであるため、UEFAチャンピオンズリーグの出場が危ぶまれたが出場が可能となった。そのチャンピオンズリーグでは2017年10月18日第3節のFCポルト戦で3-2で勝利をあげ、クラブ史上初のチャンピオンズリーグでの勝利をあげた。
2019-20シーズン
UEFAチャンピオンズリーグ、ラウンド16でトッテナム、準々決勝でアトレティコ・マドリードを破り、クラブ史上初の準決勝進出を果たした。

## タイトル

### 国内タイトル
- DFBポカール：2回

2021-22, 2022-23
- DFLスーパーカップ：1回

2023

## 過去の成績
| シーズン | ディビジョン         | ディビジョン | ディビジョン | ディビジョン | ディビジョン | ディビジョン | ディビジョン | ディビジョン | ディビジョン | DFBポカール |
| シーズン | リーグ               | 試           | 勝           | 分           | 敗           | 得           | 失           | 点           | 順位         | DFBポカール |
| -------- | -------------------- | ------------ | ------------ | ------------ | ------------ | ------------ | ------------ | ------------ | ------------ | ----------- |
| 2009-10  | NOFVオーバーリーガ南 | 30           | 26           | 2            | 2            | 74           | 17           | 80           | 1位          | -           |
| 2010-11  | レギオナルリーガ北   | 34           | 18           | 10           | 6            | 57           | 29           | 64           | 4位          | -           |
| 2011-12  | レギオナルリーガ北   | 34           | 22           | 7            | 5            | 71           | 29           | 73           | 3位          | 2回戦敗退   |
| 2012-13  | レギオナルリーガ北   | 30           | 21           | 9            | 0            | 65           | 22           | 72           | 1位          | -           |
| 2013-14  | ブンデスリーガ3部    | 38           | 24           | 7            | 7            | 65           | 34           | 79           | 2位          | 1回戦敗退   |
| 2014-15  | ブンデスリーガ2部    | 34           | 13           | 11           | 10           | 39           | 31           | 50           | 5位          | ベスト16    |
| 2015-16  | ブンデスリーガ2部    | 34           | 20           | 7            | 7            | 54           | 32           | 67           | 2位          | 2回戦敗退   |
| 2016-17  | ブンデスリーガ1部    | 34           | 20           | 7            | 7            | 66           | 39           | 67           | 2位          | 1回戦敗退   |
| 2017-18  | ブンデスリーガ1部    | 34           | 15           | 8            | 11           | 57           | 53           | 53           | 6位          | 2回戦敗退   |
| 2018-19  | ブンデスリーガ1部    | 34           | 19           | 9            | 6            | 63           | 29           | 66           | 3位          | 準優勝      |
| 2019-20  | ブンデスリーガ1部    | 34           | 18           | 12           | 4            | 81           | 37           | 66           | 3位          | ベスト16    |
| 2020-21  | ブンデスリーガ1部    | 34           | 19           | 8            | 7            | 60           | 32           | 65           | 2位          | 準優勝      |
| 2021-22  | ブンデスリーガ1部    | 34           | 17           | 7            | 10           | 72           | 37           | 58           | 4位          | 優勝        |
| 2022-23  | ブンデスリーガ1部    | 34           | 20           | 6            | 8            | 64           | 41           | 66           | 3位          | 優勝        |
| 2023-24  | ブンデスリーガ1部    | 34           | 19           | 8            | 7            | 77           | 39           | 65           | 4位          | 2回戦敗退   |

## 欧州の成績
| シーズン | 大会                     | ラウンド       | 対戦相手                           | ホーム | アウェー | 合計    |  |
| -------- | ------------------------ | -------------- | ---------------------------------- | ------ | -------- | ------- |  |
| 2017-18  | UEFAチャンピオンズリーグ | グループG      | モナコ                             | 1-1    | 4-1      | 3位     |  |
| 2017-18  | UEFAチャンピオンズリーグ | グループG      | ベシクタシュ                       | 1-2    | 0-2      | 3位     |  |
| 2017-18  | UEFAチャンピオンズリーグ | グループG      | ポルト                             | 3-2    | 1-3      | 3位     |  |
| 2017-18  | UEFAヨーロッパリーグ     | ラウンド32     | ナポリ                             | 0-2    | 3-1      | 3-3 (a) |  |
| 2017-18  | UEFAヨーロッパリーグ     | ラウンド16     | ゼニト                             | 2-1    | 1-1      | 3-2     |  |
| 2017-18  | UEFAヨーロッパリーグ     | 準々決勝       | マルセイユ                         | 1-0    | 2-5      | 3-5     |  |
| 2018-19  | UEFAヨーロッパリーグ     | 予選2回戦      | ヘッケン                           | 4-0    | 1-1      | 5-1     |  |
| 2018-19  | UEFAヨーロッパリーグ     | 予選3回戦      | CSウニヴェルシタテア・クラヨーヴァ | 3-1    | 1-1      | 4-2     |  |
| 2018-19  | UEFAヨーロッパリーグ     | プレーオフ     | ゾリャ・ルハーンシク               | 3-2    | 0-0      | 3-2     |  |
| 2018-19  | UEFAヨーロッパリーグ     | グループB      | セルティック                       | 2-0    | 1-2      | 3位     |  |
| 2018-19  | UEFAヨーロッパリーグ     | グループB      | ローゼンボリ                       | 1-1    | 3-1      | 3位     |  |
| 2018-19  | UEFAヨーロッパリーグ     | グループB      | レッドブル・ザルツブルク           | 2-3    | 0-1      | 3位     |  |
| 2019-20  | UEFAチャンピオンズリーグ | グループG      | ベンフィカ                         | 2-2    | 2-1      | 1位     |  |
| 2019-20  | UEFAチャンピオンズリーグ | グループG      | リヨン                             | 0-2    | 2-2      | 1位     |  |
| 2019-20  | UEFAチャンピオンズリーグ | グループG      | ゼニト                             | 2-1    | 2-0      | 1位     |  |
| 2019-20  | UEFAチャンピオンズリーグ | ラウンド16     | トッテナム                         | 3-0    | 1-0      | 4-0     |  |
| 2019-20  | UEFAチャンピオンズリーグ | 準々決勝       | アトレティコ・マドリード           | 2-1    | 2-1      | 2-1     |  |
| 2019-20  | UEFAチャンピオンズリーグ | 準決勝         | パリ・サンジェルマン               | 0-3    | 0-3      | 0-3     |  |
| 2020-21  | UEFAチャンピオンズリーグ | グループH      | イスタンブール・バシャクシェヒル   | 2-0    | 4-3      | 2位     |  |
| 2020-21  | UEFAチャンピオンズリーグ | グループH      | パリ・サンジェルマン               | 2-1    | 0-1      | 2位     |  |
| 2020-21  | UEFAチャンピオンズリーグ | グループH      | マンチェスター・ユナイテッド       | 3-2    | 0-5      | 2位     |  |
| 2020-21  | UEFAチャンピオンズリーグ | ラウンド16     | リヴァプール                       | 0-2    | 0-2      | 0-4     |  |
| 2021-22  | UEFAチャンピオンズリーグ | グループA      | マンチェスター・シティ             | 2-1    | 3-6      | 3位     |  |
| 2021-22  | UEFAチャンピオンズリーグ | グループA      | クラブ・ブルッヘ                   | 1-2    | 5-0      | 3位     |  |
| 2021-22  | UEFAチャンピオンズリーグ | グループA      | パリ・サンジェルマン               | 2-2    | 2-3      | 3位     |  |
| 2021-22  | UEFAヨーロッパリーグ     | 決勝プレーオフ | レアル・ソシエダ                   | 2-2    | 3-1      | 5-3     |  |
| 2021-22  | UEFAヨーロッパリーグ     | ラウンド16     | スパルタク・モスクワ               | 不戦勝 | 不戦勝   | 不戦勝  |  |
| 2021-22  | UEFAヨーロッパリーグ     | 準々決勝       | アタランタ                         | 1-1    | 2-0      | 3-1     |  |
| 2021-22  | UEFAヨーロッパリーグ     | 準決勝         | レンジャーズ                       | 1-0    | 1-3      | 2-3     |  |
| 2022-23  | UEFAチャンピオンズリーグ | グループF      | シャフタール・ドネツク             | 1-4    | 4-0      | 2位     |  |
| 2022-23  | UEFAチャンピオンズリーグ | グループF      | レアル・マドリード                 | 3-2    | 0-2      | 2位     |  |
| 2022-23  | UEFAチャンピオンズリーグ | グループF      | セルティック                       | 3-1    | 2-0      | 2位     |  |
| 2022-23  | UEFAチャンピオンズリーグ | ラウンド16     | マンチェスター・シティ             | 1-1    | 0-7      | 1-8     |  |
| 2023-24  | UEFAチャンピオンズリーグ | グループG      | ヤングボーイズ                     | 3-1    | 2-1      | 2位     |  |
| 2023-24  | UEFAチャンピオンズリーグ | グループG      | FKツルヴェナ・ズヴェズダ           | 3-1    | 1-2      | 2位     |  |
| 2023-24  | UEFAチャンピオンズリーグ | グループG      | マンチェスター・シティFC           | 1-3    | 2-3      | 2位     |  |
| 2023-24  | UEFAチャンピオンズリーグ | ラウンド16     | レアル・マドリード                 | 0-1    | 1-1      | 1-2     |  |

## 現所属メンバー
ブンデスリーガ 2023-24シーズン 開幕戦フォーメーション（4-4-2）
2025年1月30日現在
注：選手の国籍表記はFIFAの定めた代表資格ルールに基づく。
| No. | Pos. |              | 選手名                          |
| --- | ---- | ------------ | ------------------------------- |
| 1   | GK   | ハンガリー   | グラーチ・ペーテル              |
| 3   | DF   | オランダ     | ルチャレル・ヘールトライダ ()   |
| 4   | DF   | ハンガリー   | ヴィリ・オルバン () ()          |
| 5   | DF   | フランス     | エル・シャダイル・ビチャーブ () |
| 6   | MF   | 北マケドニア | エリフ・エルマス                |
| 7   | DF   | ノルウェー   | アントニオ・ヌサ ()             |
| 8   | MF   | マリ共和国   | アマドゥ・ハイダラ ★            |
| 9   | FW   | デンマーク   | ユスフ・ポウルセン ()           |
| 10  | MF   | オランダ     | シャビ・シモンズ () ()          |
| 11  | FW   | ベルギー     | ロイス・オペンダ () ()          |
| 13  | MF   | オーストリア | ニコラス・ザイヴァルト          |
| 14  | MF   | オーストリア | クリストフ・バウムガルトナー    |

| No. | Pos. |              | 選手名                       |
| --- | ---- | ------------ | ---------------------------- |
| 16  | DF   | ドイツ       | ルーカス・クロスターマン     |
| 18  | MF   | ベルギー     | アルトゥール・フェルメーレン |
| 19  | FW   | ポルトガル   | アンドレ・シルヴァ           |
| 20  | MF   | ドイツ       | アサン・ウエドラオゴ         |
| 22  | DF   | ドイツ       | ダヴィド・ラウム             |
| 23  | DF   | フランス     | カステロ・ルケバ ()          |
| 24  | MF   | オーストリア | ザヴェル・シュラーガー       |
| 25  | GK   | ドイツ       | レオポルド・ツィンゲルレ     |
| 26  | GK   | ベルギー     | マールテン・ファンデフート   |
| 30  | FW   | スロベニア   | ベンヤミン・シェシュコ       |
| 39  | DF   | ドイツ       | ベンヤミン・ヘンリヒス ()    |
| 44  | MF   | スロベニア   | ケヴィン・カンプル ()        |

※括弧内の国旗はその他保有国籍、もしくは市民権、星印はEU圏外選手を示す。
監督
 マルコ・ローゼ

### ローン移籍
in
注：選手の国籍表記はFIFAの定めた代表資格ルールに基づく。
| No. | Pos. |  | 選手名 |
| --- | ---- |  | ------ |

| No. | Pos. |  | 選手名 |
| --- | ---- |  | ------ |

out
注：選手の国籍表記はFIFAの定めた代表資格ルールに基づく。
| No. | Pos. |                | 選手名                                          |
| --- | ---- | -------------- | ----------------------------------------------- |
| --  | GK   | ドイツ         | ヤニス・ブラスヴィヒ (レッドブル・ザルツブルク) |
| --  | FW   | ドイツ         | ティモ・ヴェルナー (トッテナム・ホットスパーFC) |
| --  | DF   | スペイン       | ウーゴ・ノボア (FCユトレヒト)                   |
| --  | MF   | ギニア         | イライクス・モリバ (セルタ・デ・ビーゴ)()       |
| --  | MF   | アメリカ合衆国 | ケイデン・クラーク (ヴェンシュセルFF)           |

| No. | Pos. |        | 選手名                                            |
| --- | ---- | ------ | ------------------------------------------------- |
| --  | DF   | ドイツ | フレデリク・イェケル (SVエルフェアスベルク)       |
| --  | GK   | ドイツ | ティム・シュライバー (1.FCザールブリュッケン)     |
| --  | DF   | ドイツ | サノウシュ・バ (LASKリンツ) ()                    |
| --  | FW   | ドイツ | ファブリス・ハルトマン (スライゴ・ローヴァーズFC) |
| --  | DF   | ドイツ | ティム・ケーラー (SCフェール)                     |

### 加入内定選手
注：選手の国籍表記はFIFAの定めた代表資格ルールに基づく。
| No. | Pos. |  | 選手名 |
| --- | ---- |  | ------ |

## 歴代監督
- ティノ・フォーゲル 2009.7-2010.6
- トーマス・オラル 2010.7-2011.6
- ペーター・パクルト 2011.7-2012.6
- アレクサンダー・ツォルニガー 2012.7-2015.2
- アヒム・バイアーロルツァー 2015.2-2015.6
- ラルフ・ラングニック 2015.7-2016.6
- ラルフ・ハーゼンヒュットル 2016.7-2018.5
- ラルフ・ラングニック 2018.7-2019.6
- ユリアン・ナーゲルスマン 2019.7-2021.6
- ジェシー・マーシュ 2021.7-2021.12
- アヒム・バイアーロルツァー (暫定) 2021.12
- ドメニコ・テデスコ 2021.12-2022.9
- マルコ・ローゼ 2022.9-2025.3
- ジョルト・レーヴ (暫定) 2025.4-

## 歴代所属選手

### GK
- ファビオ・コルトルティ 2012-2018
- グラーチ・ペーテル 2015-

### DF
- ルーカス・クロスターマン 2014-
- マーヴィン・コンパー 2014-2017
- ヴィリ・オルバン 2015-
- マルツェル・ハルステンベルク 2015-
- ベンノ・シュミッツ 2016-2018
- キリアコス・パパドプーロス 2016

### MF
- ドミニク・カイザー 2012-2018
- ヨシュア・キミッヒ 2013-2015
- ラニ・ケディラ 2014-2017
- マルセル・ザビッツァー 2014-2021
- ディエゴ・デンメ 2014-2020
- シュテファン・イルザンカー 2015-2020
- ナビ・ケイタ 2016-2018
- コンラート・ライマー 2017-2023

### FW
- ユスフ・ポウルセン 2013-
- アンテ・レビッチ 2014-2015
- ヨルディ・レイナ 2015
- ダヴィー・ゼルケ 2015-2017
- ティモ・ヴェルナー 2016-2020,2022-
- クリストファー・エンクンク 2019-2023

## 出来事
- 2020年3月1日 - ライプチヒで行われたバイエル・レバークーゼン戦で、観戦に訪れた日本人の団体客が「日本人は新型コロナウイルスに感染している疑いがある」として、警備担当者によりスタジアムから退去させられた。後日、チーム側は対応が誤りであったことを認めている[7]。